# بيل إكس-22
بيل إكس-22 (بالإنجليزية: Bell X-22)‏ هي طائرة تجريبية، من سلسلة طائرات - إكس التجريبية، ذات إقلاع وهبوط عمودي / قصير. تعمل بأربعة محركات مروحية أنبوبية (بالإنجليزية: Ducted fan)‏. أنتجت في الولايات المتحدة، وهي من صناعة بيل للطائرات. كان أول طيران لها في 17 مارس 1966. صنع منها طائرتان.
ابتكرت الطائرة العمودية بيل إكس-22 بغرض التعرف على إمكانياتها التكتيكية في الاستخدام الحربي. وكانت الطائرة العمودية أيضا هيلر إكس-18 قد ابتكرت قبلها في عام 1959.

## وصلات خارجية
- aerospaceweb.org

## اقرأ أيضا
- هيلر إكس-18